# Sphaerostilbella aureonitens
Sphaerostilbella aureonitens är en svampart som först beskrevs av Tul. & C. Tul., och fick sitt nu gällande namn av Seifert, Samuels & W. Gams 1985. Sphaerostilbella aureonitens ingår i släktet Sphaerostilbella och familjen Hypocreaceae.  Arten är reproducerande i Sverige. Inga underarter finns listade i Catalogue of Life.